# ハウ・トゥー・サクシード -努力しないで出世する方法-
『ハウ・トゥー・サクシード』-努力しないで出世する方法-（ハウ・トゥー・サクシード どりょくしないでしゅっせするほうほう）は宝塚歌劇団のミュージカル作品。同名作品の宝塚版。
潤色・演出は酒井澄夫。

## 上演データ
1996年・花組公演
形式名は「住友VISAミュージカル」。2幕。
主演は真矢みき。
6月21日から8月5日（新人公演：7月16日）に宝塚大劇場、11月2日から11月28日（新人公演：11月12日）に東京宝塚劇場で公演。
ヒロインを務めた純名里沙の宝塚サヨナラ公演。
2011年・雪組公演
形式名は「ミュージカル」。
主演は音月桂。
7月1日(金) から7月17日(日)　に梅田芸術劇場メインホールで公演。

## 主な登場人物
※1996年・花組公演のデータ
- ジェイ・ピエルポント・フィンチ(ビルの窓拭き) - 真矢みき
- ローズマリー・ピルキントン(ワールドワイド・ウィケット社の女子社員) - 純名里沙
- バド・フランプ(ピグリー社長の甥。郵便係員) - 愛華みれ
- ブラット(人事部長) - 香寿たつき
- ビグリー(ワールドワイド・ウィケット社社長) - 星原美沙緒
- トィンブル(郵便室長) - 未沙のえる
- ミス・ジョーンズ(社長秘書) - 美月亜優
- ギャッチ／ウォンパー(企画推進部長／ワールドワイド・ウィケット社会長) - 海峡ひろき
- ヘディ・ラルー(秘書。社長の愛人) - 詩乃優花
- ジェンキンズ(重役) - 匠ひびき
- スミティ(秘書。ローズマリーの友人) - 渚あき
- デイビス／オヴィントン(重役／新任副社長) - 初風緑
- タッカベリー(重役) - 伊織直加
- ミス・クラムホルツ(ギャッチの秘書) - 千紘れいか

## スタッフ（1996年・花組）
※氏名の前に「宝塚」、「東京」の文字がなければ両公演共通。
- 脚本 - エイブ・バローズ（英語版）、ジャック・ウェインストック（英語版）、ウィリー・ギルバート（英語版）
- 作詞・作曲 - フランク・レッサー
- 原作 - シェパード・ミードの小説
- 脚色・演出 - 酒田澄夫
- 振付 - ウェイン・シレント
- 舞台美術 - 朝倉摂
- 翻訳 - 酒井洋子
- 訳詞 - 大場公之
- 音楽監督 - 西村耕次
- 編曲- 小高根凡平、鞍富真一
- 音楽指揮 - 宝塚：岡田良機、宝塚：小高根凡平、東京：伊沢一郎（俳優ではない）、東京：清川知己
- 装置 - 関谷敏昭
- 衣装 - 有村淳
- 照明 - 勝柴次朗
- 音響 - 加門清邦
- 小道具 - 万波一重、伊集院撤也
- 効果 - 市成秀二
- 歌唱指導 - 楊叔美
- 演出助手 - 藤井大介、加藤誠（プロレスラーではない）、荻田浩一、大野拓史
- 振付補 - リサ・レギーユ
- 振付助手 - 中尾謙之、麻咲梨乃
- 舞台美術補 - 植村滋子
- 装置補 - 新宮有紀
- 舞台進行 - 西原徳之、赤坂英雄
- 舞台監督：東京：佐田民夫、東京：江口正昭、東京：鈴木ひがし、東京：沖恵、東京：郷田拓実
- 演奏 - 宝塚：宝塚管弦楽団、東京：東宝オーケストラ
- 製作担当 - 東京：伊藤万寿夫
- 制作 - 久保孝満
- 協賛 - 株式会社住友クレジットサービス
- 演出担当（新人公演） - 宝塚：荻田浩一、東京：加藤誠

## 出演者関連

### 特別出演（1996年・花組宝塚大劇場公演）
未沙のえる（専科所属）

### 2011年・雪組出演者一覧
宝塚歌劇・公式ページを参照
汝鳥伶（専科所属）
飛鳥裕・音月桂・麻樹ゆめみ・未涼亜希・舞咲りん
奏乃はると・彩那音・花帆杏奈・涼花リサ・緒月遠麻
早霧せいな・晴華みどり・沙央くらま・早花まこ・大凪真生
大湖せしる・沙月愛奈・涼瀬みうと・蓮城まこと・香音有希
香綾しずる・愛加あゆ・此花いの莉・白渚すず・詩風翠
央雅光希・大澄れい・凛城きら・笙乃茅桜・舞羽美海
舞園るり・久城あす・杏野このみ・寿春花果・芽華らら
愛すみれ・花瑛ちほ・和城るな・妃桜ほのり

## 主な配役
※1996年の場合、氏名の後ろに「宝塚」、「東京」の文字がなければ両公演共通。不明点は空白とする。
|                    | 1996年 花組 | 1996年 花組                                                                             | 2011年 雪組 |
| 本公演             | 新人公演    |                                                                                         | 2011年 雪組 |
| ------------------ | ----------- | --------------------------------------------------------------------------------------- | ----------- |
| フィンチ           | 真矢みき    | 第一部：霧矢大夢 第二部：春野寿美礼                                                     | 音月桂      |
| ローズマリー       | 純名里沙    | 第一部：舞風りら 第二部：沢樹くるみ                                                     | 舞羽美海    |
| バド               | 愛華みれ    | 第一部：千波ゆう 第二部：朝海ひかる                                                     | 早霧せいな  |
| ビクリー           | 星原美沙緒  | 第一部：真丘奈央 第二部：悠矢奈穂（宝塚）、沙加美怜（東京）                             | 汝鳥伶      |
| ブラット           | 香寿たつき  | 第一部：真由華れお 第二部：瀬奈じゅん                                                   | 未涼亜希    |
| トィンブル         | 未沙のえる  |                                                                                         | 緒月遠麻    |
| ミス・ジョーンズ   | 美月亜優    | 第一部：双葉美樹 第二部：幸美杏奈                                                       | 舞咲りん    |
| ウォンパー         | 海峡ひろき  | 麻園みき                                                                                | 緒月遠麻    |
| ヘディ・ラルー     | 詩乃優花    | 第一部：千紘れいか（宝塚）、鈴懸三由岐（東京） 第二部：絵莉千晶                         | 晴華みどり  |
| ギャッチ           | 海峡ひろき  | 朝比奈慶                                                                                | 沙央くらま  |
| スミティ           | 渚あき      | 第一部：鈴懸三由岐（宝塚）、桜木絵美（東京） 第二部：桜木絵美（宝塚）、音木美香（東京） | 愛加あゆ    |
| ミス・クラムホルツ | 千紘れいか  | 第一部：大鳥れい 第二部：音木美香（宝塚）、菊穂りな（東京）                             | 涼花リサ    |
| 本の声             | 未沙のえる  |                                                                                         | 未涼亜希    |